# Liora
 (décembre 2016).
Si vous disposez d'ouvrages ou d'articles de référence ou si vous connaissez des sites web de qualité traitant du thème abordé ici, merci de compléter l'article en donnant les références utiles à sa vérifiabilité et en les liant à la section « Notes et références ».
Cette page présente le prénom Liora ainsi que ses variantes.
Liora est un prénom féminin d'origine hébraïque signifiant « ma lumière ».

## Différentes orthographes
Exemple de variante orthographique : Liora. Les prénoms proches sont entre autres Loria, Laoura, Lyra, Lorrie et Laura.

## Popularité
Liora est un prénom rare, il représente en effet 0.001 % de la population mondiale. La majorité des personnes qui le portent sont originaires d'Israël.